# Liu Zige
Liu Zige (chiń. upr. 刘子歌; chiń. trad. 劉子歌; pinyin Liú Zǐgē; ur. 31 marca 1989 w Benxi), chińska pływaczka, mistrzyni olimpijska z Pekinu, wicemistrzyni świata, rekordzistka świata na dystansie 200 m motylkiem, złota medalistka mistrzostw świata na basenie 25-metrowym.

## Życiorys
Liu Zige była nieznaną pływaczką, aż do 14 sierpnia 2008 roku, kiedy to w finale na 200 metrów stylem motylkowym zdobyła złoty medal i ustanowiła nowy rekord świata 2:04,18. Poprzedni należący do Australijki Schipper wynosił 2:05,40. Został poprawiony rok później, w Rzymie, podczas mistrzostw świata przez Schipper, czasem 2:03,41. W tym samym wyścigu Liu zajęła drugie miejsce i srebrny medal.
W październiku 2009 odzyskała rekord świata na 200 m stylem motylkowym, uzyskując w Jinan 2:01,81 min i bijąc poprzedni rekord o 1,60 s. Rezultat osiągnięty przez Liu jest uznawany za najtrudniejszy do poprawienia spośród rekordów globu ustanowionych przez kobiety w erze strojów poliuretanowych, które zostały zakazane począwszy od 2010 roku.

## Rekordy świata
| Konkurencja             | Basen      | Czas        | Data                 | Miejsce   | Status                            |
| ----------------------- | ---------- | ----------- | -------------------- | --------- | --------------------------------- |
| 200 m stylem motylkowym | 50-metrowy | 2:04,18 min | 14 sierpnia 2008     | Pekin     | do 29 lipca 2009 Mary Descenza    |
| 200 m stylem motylkowym | 50-metrowy | 2:01,81 min | 21 października 2009 | Jinan     | aktualny                          |
| 200 m stylem motylkowym | 25-metrowy | 2:02,59 min | 11 listopada 2009    | Sztokholm | do 15 listopada 2009              |
| 200 m stylem motylkowym | 25-metrowy | 2:00,78 min | 15 listopada 2009    | Berlin    | do 3 grudnia 2014 Mireia Belmonte |